# Волновая функция

Сравнение концепций классического и квантового гармонического осциллятора для одиночной бесспиновой частицы. Эти два процесса сильно различаются. Классический процесс (A — B) представлен как движение частицы по траектории. В квантовом процессе (C — H) такой траектории нет. Движение квантового осциллятора похоже на волновое; здесь вертикальная ось показывает действительную часть (синий цвет) и мнимую часть (красный цвет) волновой функции. Панели (C — F) показывают четыре различных решения уравнения Шрëдингера для стоячей волны. На панелях (G — H) показаны две разные волновые функции, которые являются решениями уравнения Шрёдингера, но не являются стоячими волнами

Волнова́я фу́нкция, или пси-фу́нкция {\displaystyle \psi } — комплекснозначная функция, используемая в квантовой механике для математического описания чистого квантового состояния изолированной квантовомеханической системы. Наиболее распространённые символы для волновой функции — греческие буквы ψ и Ψ (строчные и заглавные пси соответственно). Является коэффициентом разложения вектора состояния по базису (координатному, импульсному и пр.). Например, при разложении по координатному базису:
{\displaystyle \left|\psi (t)\right\rangle =\int \Psi (x,t)\left|x\right\rangle dx,}
где {\displaystyle \left|x\right\rangle =\left|x_{1},x_{2},\ldots ,x_{n}\right\rangle } — координатный базисный вектор, а
{\displaystyle \Psi (x,t)=\langle x\left|\psi (t)\right\rangle } — волновая функция в координатном представлении.
Размерность волновой функции определяется её представлением; в самом популярном координатном представлении размерность м-3/2, в импульсном — кг -3/2м-3/2c3/2. 
Согласно копенгагенской интерпретации квантовой механики плотность вероятности нахождения частицы в данной точке конфигурационного пространства в данный момент времени считается равной квадрату абсолютного значения волновой функции этого состояния в координатном представлении.
Волновая функция — это функция степеней свободы, соответствующая некоторому максимальному набору коммутирующих наблюдаемых. Как только такое представление выбрано, волновая функция может быть получена из квантового состояния.
Для данной системы выбор коммутирующих степеней свободы не является уникальным, и, соответственно, область определения волновой функции также не уникальна. Например, её можно рассматривать как функцию всех координат положения частиц в координатном пространстве или импульсов всех частиц в пространстве импульсов; эти два описания связаны преобразованием Фурье. Некоторые частицы, такие как электроны и фотоны, имеют ненулевой спин, и волновая функция таких частиц включает спин как внутреннюю дискретную степень свободы; также для различных систем могут быть рассмотрены другие дискретные переменные, такие как изоспин. Когда система имеет внутренние степени свободы, волновая функция в каждой точке непрерывных степеней свободы (например, точка в координатном пространстве) присваивает комплексное число для каждого возможного значения дискретных степеней свободы (например, z-компонента спина) — эти значения часто отображаются в виде вектора-столбца (например, 2 × 1 для нерелятивистского электрона со спином.
Согласно принципу суперпозиции в квантовой механике, волновые функции можно складывать и умножать на комплексные числа, чтобы построить новые волновые функции и задать гильбертово пространство. Внутреннее произведение в гильбертовом пространстве между двумя волновыми функциями является мерой перекрытия между соответствующими физическими состояниями и используется в фундаментальной вероятностной интерпретации квантовой механики, правиле Борна, связывающем вероятности переходов со скалярным произведением состояний. Уравнение Шрёдингера определяет, как волновые функции эволюционируют с течением времени, а волновая функция качественно ведёт себя как другие волны, такие как волны на воде или волны в струне, потому что уравнение Шрёдингера математически является разновидностью волнового уравнения. Это объясняет название «волновая функция» и приводит к дуальности волна-частица. Однако волновая функция в квантовой механике описывает своего рода физическое явление, все ещё открытое для различных интерпретаций, которое принципиально отличается от такового для классических механических волн.
В статистической интерпретации Борна в нерелятивистской квантовой механике, квадрат модуля волновой функции — это вещественное число, интерпретируемое как плотность вероятности измерения частицы как находящейся в заданном месте или имеющей заданный импульс в заданное время и, возможно, имеющей определённые значения для дискретных степеней свободы. Интеграл этой величины по всем степеням свободы системы должен быть равен 1 в соответствии с вероятностной интерпретацией. Это общее требование, которому должна удовлетворять волновая функция, называется условием нормировки. Поскольку волновая функция имеет комплексные значения, можно измерить только её относительную фазу и относительную величину — её значение, по отдельности, ничего не говорит о величинах или направлениях измеряемых наблюдаемых; необходимо применить квантовые операторы, собственные значения которых соответствуют наборам возможных результатов измерений, к волновой функции ψ и вычислить статистические распределения для измеримых величин.

## История
В 1905 году Альберт Эйнштейн постулировал пропорциональность между частотой {\displaystyle f} фотона и его энергией {\displaystyle E}, {\displaystyle E=hf}, и в 1916 г. — соотношение между импульсом фотона {\displaystyle p} и длиной волны {\displaystyle \lambda }, {\displaystyle \lambda =h/p}, где {\displaystyle h} — постоянная Планка. В 1923 году Де Бройль первым предположил, что соотношение {\displaystyle \lambda =h/p}, теперь называемое соотношением Де Бройля, справедливо для массивных (= обладающих массой) частиц, главным ключом к пониманию которого является лоренц-инвариантность, и это можно рассматривать как отправную точку для современного развития квантовой механики. Уравнения описывают дуальность волна-частица как для безмассовых, так и для массивных частиц.
В 1920-х и 1930-х годах квантовая механика развивалась с использованием математического анализа и линейной алгебры. Анализ в своих работах использовали Луи де Бройль, Эрвин Шредингер и другие, разработавшие «волновую механику». Среди тех, кто применял методы линейной алгебры, были Вернер Гейзенберг, Макс Борн и другие, разработавшие «матричную механику». Впоследствии Шрёдингер показал, что эти два подхода эквивалентны.
В 1926 году Шрёдингер опубликовал волновое уравнение, теперь названное уравнением Шрёдингера. Это уравнение было основано на классическом законе сохранении энергии, но записано с использованием квантовых операторов и соотношений де Бройля, а его решения представлялись волновыми функциями квантовой системы. Однако никто не знал, как это интерпретировать. Сначала Шрёдингер и другие думали, что волновые функции представляют собой частицы, которые распределены по пространству, причём большая часть частицы находится там, где волновая функция велика. Было показано, что это несовместимо с упругим рассеянием волнового пакета (представляющего собой частицу) от рассеивателя, потому что он распространяется во всех направлениях. Хотя рассеянная частица может рассеяться в любом направлении, она не разбивается на части и не улетает во всех направлениях. В 1926 году Борн представил свою интерпретацию амплитуды вероятности. Она связывает вычисления квантовой механики непосредственно с вероятностями наблюдаемыми в эксперименте. Сейчас эта картина принята как часть копенгагенской интерпретации квантовой механики. Существует много других интерпретаций квантовой механики. В 1927 году Хартри и Фок сделали первый шаг в попытке описать волновую функцию для N-частиц и разработали самосогласованную процедуру: итерационный алгоритм для аппроксимации решения многочастичной квантовомеханической задачи. Сейчас этот метод известен как метод Хартри — Фока. Определитель и перманент Слейтера (матрицы) были частью метода, предложенного Джоном К. Слейтером.
Шрёдингер действительно работал с уравнением для волновой функции, которое удовлетворяло релятивистскому закону сохранения энергии, прежде чем он опубликовал нерелятивистскую версию, но отбросил его, поскольку оно предсказывало отрицательные вероятности и отрицательные энергии. В 1927 году Клейн, Гордон и Фок также нашли его, но учли электромагнитное взаимодействие и доказали, что оно лоренц-инвариантно. Де Бройль также пришёл к тому же уравнению в 1928 году. Это релятивистское волновое уравнение сейчас наиболее широко известно как уравнение Клейна — Гордона.
В 1927 году Паули феноменологически нашёл нерелятивистское уравнение для описания частиц со спином 1/2 в электромагнитных полях, которое теперь называется уравнением Паули. Паули обнаружил, что волновая функция не описывалась одной комплексной функцией пространства и времени, а требовалось два комплексных числа, которые соответствуют состояниям фермиона со спином +1/2 и −1/2. Вскоре после этого, в 1928 году, Дирак нашёл уравнение из первого успешного объединения специальной теории относительности и квантовой механики в применении к электрону, которое теперь называется уравнением Дирака. В этом случае волновая функция представляет собой спинор, представленный четырьмя комплексными компонентами: двумя для электрона и двумя для античастицы электрона — позитрона. В нерелятивистском пределе волновая функция Дирака напоминает волновую функцию Паули для электрона. Позже были найдены другие релятивистские волновые уравнения.

### Волновые функции и волновые уравнения в современных теориях
Все эти волновые уравнения имеют непреходящее значение. Уравнение Шрёдингера и уравнение Паули во многих случаях являются превосходными приближениями для релятивистских задач. Эти уравнения значительно легче решить в практических задачах, чем их релятивистские аналоги.
Уравнения Клейна — Гордона и Дирака, будучи релятивистскими, не полностью примиряют квантовую механику и специальную теорию относительности. Раздел квантовой механики, где эти уравнения изучаются так же, как уравнение Шрёдингера, часто называемый релятивистской квантовой механикой, хотя и очень успешен, имеет свои ограничения (см., например, Лэмбовский сдвиг) и концептуальные проблемы (см., например, море Дирака).
Относительность делает неизбежным то, что количество частиц в системе непостоянно. Для полного согласования нужна квантовая теория поля. В этой теории волновые уравнения и волновые функции также используются, но в несколько ином виде. Основными объектами интереса являются не волновые функции, а скорее операторы, так называемые операторы поля (или просто поля, под которыми понимаются «операторы») в гильбертовом пространстве состояний. Оказывается, исходные релятивистские волновые уравнения и их решения всё ещё необходимы для построения гильбертова пространства. Более того, операторы свободных полей, то есть для невзаимодействующих частиц, во многих случаях формально удовлетворяют тому же уравнению, что и поля (волновые функции).
Таким образом, уравнение Клейна — Гордона (спин 0) и уравнение Дирака (спин 1⁄2) в таком виде остаются в теории. Аналоги высших спинов включают уравнение Прока (спин 1), уравнение Рариты — Швингера (спин 3⁄2) и, в более общем смысле, уравнения Баргмана — Вигнера. Для безмассовых свободных полей примерами являются уравнения Максвелла свободного поля (спин 1) и уравнение Эйнштейна свободного поля (спин 2) для операторов поля. Все они по сути являются прямым следствием требования лоренц-инвариантности. Их решения должны преобразовываться при преобразовании Лоренца заданным образом, то есть в соответствии с определённым представлением группы Лоренца, и этого (вместе с некоторыми другими разумными требованиями, например принципом кластерной декомпозиции) с учётом причинности достаточно для модификации уравнения.
Это относится к уравнениям свободного поля, когда взаимодействия не включены. Если доступна плотность лагранжиана (включая взаимодействия), то лагранжев формализм даст уравнение движения на классическом уровне. Это уравнение может быть очень сложным и не поддающимся решению. Любое решение будет относиться к фиксированному числу частиц и не будет учитывать термин «взаимодействие», как понимается в этих теориях, который включает в себя создание и уничтожение частиц, а не внешние потенциалы, как в обычной квантовой теории (первичного квантования).
В теории струн ситуация остаётся аналогичной. Например, волновая функция в импульсном пространстве играет роль коэффициента разложения Фурье в общем состоянии частицы (струны) с импульсом, который чётко не определён.

## Физический смысл
В координатном представлении волновая функция {\displaystyle \Psi (x_{1},x_{2},\ldots ,x_{n},t)} зависит от координат (или обобщённых координат) системы. Физический смысл волновой функции состоит в том, что квадрат её модуля {\displaystyle \left|\Psi (x_{1},x_{2},\ldots ,x_{n},t)\right|^{2}}является плотностью вероятности {\displaystyle \omega } (для дискретных спектров — просто вероятностью) обнаружения системы в точке {\displaystyle x_{1}=x_{01},x_{2}=x_{02},\ldots ,x_{n}=x_{0n}} в момент времени {\displaystyle t}:
{\displaystyle \omega ={\frac {dP}{dv}}=\left|\Psi (x_{1},x_{2},\ldots ,x_{n},t)\right|^{2}=\Psi ^{\ast }\Psi }.
В заданном квантовом состоянии системы, описываемом волновой функцией {\displaystyle \Psi (x_{1},x_{2},\ldots ,x_{n},t)}, вероятность {\displaystyle P} того, что частица будет обнаружена в области {\displaystyle V} конечного объёма конфигурационного пространства, равна
{\displaystyle P={\int {dP}}={\int \limits _{V}{\omega }dv}={\int \limits _{V}{\Psi ^{\ast }\Psi }dv}}.
Возможно измерение и разницы фаз волновой функции, например, в опыте Ааронова — Бома.

## Нормированность волновой функции
Поскольку суммарная вероятность обнаружения частицы во всём пространстве равна единице, её волновая функция {\displaystyle \Psi } должна удовлетворять так называемому условию нормировки, например, в координатном представлении имеющему вид:
{\displaystyle {\int \limits _{V}{\Psi ^{\ast }\Psi }dv}=1}.
В общем случае интегрирование должно производиться по всем переменным, от которых волновая функция явно зависит в данном представлении (кроме времени).

## Принцип суперпозиции квантовых состояний
Для волновых функций справедлив принцип суперпозиции, заключающийся в том, что если система может пребывать в состояниях, описываемых волновыми функциями {\displaystyle \Psi _{1}} и {\displaystyle \Psi _{2}}, то она может пребывать и в состоянии, описываемом волновой функцией
{\displaystyle \Psi _{\Sigma }=c_{1}\Psi _{1}+c_{2}\Psi _{2}},
где {\displaystyle c_{1}} и {\displaystyle c_{2}} — любые комплексные коэффициенты, но такие, что {\displaystyle |c_{1}|^{2}+|c_{2}|^{2}=1}. Очевидно, что можно говорить и о суперпозиции (сложении) любого числа квантовых состояний, то есть о существовании квантового состояния системы, которое описывается волновой функцией
{\displaystyle \Psi _{\Sigma }=c_{1}\Psi _{1}+c_{2}\Psi _{2}+\ldots +{c}_{N}{\Psi }_{N}=\sum _{n=1}^{N}{c}_{n}{\Psi }_{n}}.
В таком состоянии квадрат модуля коэффициента {\displaystyle {c}_{n}} определяет вероятность того, что при измерении система будет обнаружена в состоянии, описываемом волновой функцией {\displaystyle {\Psi }_{n}}.
Для нормированных волновых функций {\displaystyle \sum _{n=1}^{N}\left|c_{n}\right|^{2}=1}.

## Условия регулярности волновой функции
Вероятностный смысл волновой функции накладывает определённые ограничения, или условия, на волновые функции в задачах квантовой механики. Эти стандартные условия часто называют условиями регулярности волновой функции.
1. Условие конечности волновой функции. Волновая функция не может принимать бесконечных значений, таких, что интеграл {\displaystyle \int |\Psi |^{2}dv} станет расходящимся. Следовательно, это условие требует, чтобы волновая функция была квадратично интегрируемой функцией, то есть принадлежала гильбертовому пространству {\displaystyle L^{2}}. В частности, в задачах с нормированной волновой функцией квадрат модуля волновой функции должен стремиться к нулю на бесконечности.
2. Условие однозначности волновой функции. Волновая функция должна быть однозначной функцией координат и времени, так как плотность вероятности обнаружения частицы должна определяться в каждой задаче однозначно. В задачах с использованием цилиндрической или сферической системы координат условие однозначности приводит к периодичности волновых функций по угловым переменным.
3. Условие непрерывности волновой функции. В любой момент времени волновая функция должна быть непрерывной функцией пространственных координат. Кроме того, непрерывными должны быть также частные производные волновой функции {\displaystyle {\frac {\partial \Psi }{\partial x}}}, {\displaystyle {\frac {\partial \Psi }{\partial y}}}, {\displaystyle {\frac {\partial \Psi }{\partial z}}}. Эти частные производные функций лишь в редких случаях задач с идеализированными силовыми полями могут терпеть разрыв в тех точках пространства, где потенциальная энергия, описывающая силовое поле, в котором движется частица, испытывает разрыв второго рода.

## Волновая функция в различных представлениях
Набор координат, которые выступают в роли аргументов функции, представляет собой полную систему коммутирующих наблюдаемых. В квантовой механике возможно выбрать несколько полных наборов наблюдаемых, поэтому волновая функция одного и того же состояния может быть записана от разных аргументов. Выбранный для записи волновой функции полный набор величин определяет представление волновой функции. Так, возможны координатное представление, импульсное представление, в квантовой теории поля используется вторичное квантование и представление чисел заполнения, или представление Фока, и др.
Если волновая функция, например, электрона в атоме, задана в координатном представлении, то квадрат модуля волновой функции представляет собой плотность вероятности обнаружить электрон в той или иной точке пространства. Если эта же волновая функция задана в импульсном представлении, то квадрат её модуля представляет собой плотность вероятности обнаружить тот или иной импульс.

## Матричная и векторная формулировки
Волновая функция одного и того же состояния в различных представлениях будет соответствовать выражению одного и того же вектора в разных системах координат. Остальные операции с волновыми функциями также будут иметь аналоги на языке векторов.
В волновой механике используется представление, где аргументами пси-функции является полная система непрерывных коммутирующих наблюдаемых, а в матричной используется представление, где аргументами пси-функции является полная система дискретных коммутирующих наблюдаемых. Поэтому функциональная (волновая) и матричная формулировки, очевидно, математически эквивалентны.

## Описание смешанных квантовых состояний
Волновая функция представляет собой метод описания чистого состояния квантовомеханической системы. Смешанные квантовые состояния (в квантовой статистике) следует описывать при помощи матрицы плотности.

## Координатное и импульсное представления
Волновая функция, представленная в виде функции от координат {\displaystyle \psi =\psi ({\vec {r}})}, называется волновой функцией в координатном представлении.
Всякая волновая функция в координатном представлении может быть разложена по собственным функциям оператора её импульса:
{\displaystyle \psi _{\vec {p}}={\frac {1}{(2\pi \hbar )^{3/2}}}e^{{\frac {i}{\hbar }}{\vec {p}}{\vec {r}}}}
В результате получаем обратное преобразование Фурье:
{\displaystyle \psi ({\vec {r}})=\int a({\vec {p}})\psi _{\vec {p}}({\vec {r}})d^{3}p={\frac {1}{(2\pi \hbar )^{3/2}}}\int a({\vec {p}})e^{{\frac {i}{\hbar }}{\vec {p}}{\vec {r}}}d^{3}p},
где {\displaystyle d^{3}p=dp_{x}dp_{y}dp_{z}}
Коэффициенты разложения {\displaystyle a({\vec {p}})} равны преобразованию Фурье
{\displaystyle a({\vec {p}})=\int \psi ({\vec {r}})\psi _{\vec {p}}^{*}({\vec {r}})dV={\frac {1}{(2\pi \hbar )^{3/2}}}\int \psi ({\vec {r}})e^{-{\frac {i}{\hbar }}{\vec {p}}{\vec {r}}}d^{3}V}
Функция {\displaystyle a({\vec {p}})} называется волновой функцией частицы в импульсном представлении, так как {\displaystyle |a({\vec {p}})|^{2}d^{3}p} есть вероятность импульсу частицы иметь значения в интервале {\displaystyle d^{3}p}.

## Волновые функции и функциональные пространства
Концепция функциональных пространств естественным образом используется в дискуссии о волновых функциях. Функциональное пространство — это набор функций, обычно с некоторыми определяющими требованиями к функциям (в данном случае они являются квадратично интегрируемыми), иногда с заданной алгебраической структурой на множестве (в данном случае структура векторного пространства со скалярным произведением) вместе с топологией на множестве. Последнее будет использоваться здесь[где?] редко, оно необходимо только для получения точного определения того, что означает замкнутое подмножества функционального пространства. Ниже будет сделан вывод, что функциональное пространство волновых функций является гильбертовым пространством. Это наблюдение является основой преобладающей математической формулировкой квантовой механики.

### Структура векторного пространства
Волновая функция, как элемент функционального пространства, частично характеризуется следующими конкретными и абстрактными описаниями.
- Уравнение Шрёдингера линейно. Это означает, что его решения, волновые функции, можно складывать и умножать на скаляры, чтобы получить новое решение. Множество решений уравнения Шрёдингера представляет собой векторное пространство.
- Принцип суперпозиции квантовой механики. Если Ψ и Φ — два состояния в абстрактном пространстве состояний квантовой механической системы, а a и b — любые два комплексных числа, то aΨ + bΦ является допустимым состоянием. Считается ли нулевой вектор допустимым состоянием («система отсутствует») — вопрос определения. Нулевой вектор ни в коем случае не описывает состояние вакуума в квантовой теории поля. Множество допустимых состояний — векторное пространство.

Это сходство не случайно. Также следует помнить о различиях между пространствами.

### Представления
Основные состояния характеризуются набором квантовых чисел. Это набор собственных значений максимального набора коммутирующих наблюдаемых. Физические наблюдаемые представлены линейными операторами, также называемыми наблюдаемыми, в пространстве векторов. Максимальность означает, что в такой набор нельзя добавить никакие другие алгебраически независимые наблюдаемые, которые коммутируют с уже имеющимися. Выбор такого множества можно назвать выбором представления.
- В квантовой механике постулируется, что физически наблюдаемая величина системы, такая как положение, импульс или спин, представлена линейным эрмитовым оператором в пространстве состояний. Возможными результатами измерения этой величины являются собственные значения оператора[17]. На более глубоком уровне большинство наблюдаемых, а возможно, и все, возникают как генераторы симметрий[17][28][nb 1].
- Физическая интерпретация состоит в том, что такой набор представляет то, что теоретически можно одновременно измерить с произвольной точностью. Соотношение неопределенностей Гейзенберга запрещает одновременные точные измерения двух некоммутирующих наблюдаемых.
- Набор неуникальный. Для одночастичной системы это может быть z проекция (x, Sz) y проекция (p, Sy). В этом случае оператор, соответствующий положению (оператор умножения в координатном представлении), и оператор, соответствующий импульсу (дифференциальный оператор в координатном представлении), не коммутируют.
- После того, как представление выбрано, неоднозначность остаётся. Осталось выбрать систему координат. Это может, например, соответствовать выбору осей x, y и z или выбору криволинейных координат, как показано на примере сферических координат, используемых для волновых функций атомов водорода. Этот окончательный выбор также фиксирует базис в абстрактном гильбертовом пространстве. Основные состояния помечены квантовыми числами, соответствующими максимальному набору коммутирующих наблюдаемых и соответствующей системе координат[nb 2].

Абстрактные состояния являются «абстрактными» только в том смысле, что не даётся произвольный выбор, необходимый для конкретного явного описания. Или другими словами, не было дано никакого выбора максимального набора коммутирующих наблюдаемых. Что аналогично векторному пространству без заданного базиса. Соответственно, волновые функции, соответствующие квантовому состоянию, не уникальны. Эта неоднозначность отражает неоднозначность в выборе максимального набора коммутирующих наблюдаемых. Для одной частицы со спином в одном измерении конкретному состоянию соответствуют две волновые функции Ψ(x, Sz) и Ψ(p, Sy), они обе описывают одно и то же состояние.
- Для каждого выбора максимального набора коммутирующих наблюдаемых для абстрактного пространства состояний существует соответствующее представление, которое связано с функциональным пространством волновых функций.
- Между всеми этими различными функциональными пространствами и абстрактным пространством состояний существуют взаимно однозначные соответствия (здесь не учитываются нормализация и ненаблюдаемые фазовые факторы), причём общим знаменателем здесь является конкретное абстрактное состояние. Связь между импульсными и координатными волновыми функциями, например, описывающими одно и то же состояние, даёт преобразование Фурье.

Каждый выбор представления следует рассматривать как определение уникального функционального пространства, в котором определены волновые функции, соответствующие этому выбору представления. Это различие лучше всего сохранить, даже если можно будет утверждать, что два таких функциональных пространства математически равны, например, являются набором квадратично интегрируемых функций. Тогда можно думать о функциональных пространствах как о двух различных копиях этого набора.

### Внутреннее произведение
Имеется дополнительная алгебраическая структура векторных пространств волновых функций и абстрактного пространства состояний.
- Физически различные волновые функции интерпретируются как частично перекрывающиеся. Система в состоянии Ψ, которая не перекрывается с состоянием Φ не может быть найдена в состоянии Φ при измерении. Но если Φ1, Φ2, … перекрываются с Ψ в некоторой степени, существует вероятность того, что измерение системы, описываемой Ψ будет найдено в состояниях Φ1, Φ2, … Также соблюдаются правила отбора. Обычно их формулируют в терминах сохранения некоторых квантовых чисел. Это означает, что определённые процессы, допустимые с некоторых точек зрения (например, сохранение энергии и импульса), не происходят, потому что начальная и конечная полные волновые функции не перекрываются.
- Математически оказывается, что решения уравнения Шрёдингера для конкретных потенциалов каким-то образом ортогональны, это обычно описывается интегралом

{\displaystyle \int \Psi _{m}^{*}\Psi _{n}w\,dV=\delta _{nm},}
где m, n — (наборы) индексов (квантовых чисел), обозначающих различные решения, строго положительная функция w называется весовой функцией, а δmn — символом Кронекера. Интегрирование осуществляется по всему соответствующему пространству.
Это мотивирует введение внутреннего произведения на векторном пространстве абстрактных квантовых состояний, совместимого с математическими результатами приведёнными выше при переходе к представлению. Он обозначается (Ψ, Φ), или в обозначении бра и кет {\displaystyle \langle \Psi |\Phi \rangle }. Что даёт комплексное число. С внутренним произведением функциональное пространство является предгильбертовым пространством. Явный вид внутреннего произведения (обычно интеграла или суммы интегралов) зависит от выбора представления, а комплексное число (Ψ, Φ) — нет. Большая часть физической интерпретации квантовой механики проистекает из правила Борна. В нём говорится, что вероятность p обнаружения при измерении состояния Φ при условии, что система находится в состоянии Ψ равна
{\displaystyle p=|(\Phi ,\Psi )|^{2},}
где Φ и Ψ предполагаются нормированными. Рассмотрим эксперимент по рассеянию. В квантовой теории поля, если Φout описывает состояние в «далёком будущем» («исходящая волна») после прекращения взаимодействий между рассеивающими частицами, и Ψin падающая волна в «далёком прошлом», то величины (Φout, Ψin), где Φout и Ψin изменяются по полному набору падающих и исходящих волн соответственно, называется S-матрицей или матрицей рассеяния. Знание этого, по сути, означает решение имеющейся задачи, по крайней мере, в том, что касается предсказаний. Измеримые величины, такие как скорость распада и сечения рассеяния, вычисляются с помощью S-матрицы.

### Гильбертово пространство
Приведённые выше результаты отражают сущность функциональных пространств, элементами которых являются волновые функции. Однако описание ещё не полное. Существует ещё одно техническое требование к функциональному пространству, а именно требование полноты, которое позволяет брать пределы последовательностей в функциональном пространстве и гарантировать, что, если предел существует, то он является элементом функционального пространства. Полное предгильбертовое пространство называется гильбертовым пространством. Свойство полноты имеет решающее значение для передовых подходов и приложений квантовой механики. Например, существование проекционных операторов или зависит от полноты пространства. Эти проекционные операторы, в свою очередь, необходимы для формулировки и доказательства многих полезных теорем, например, спектральной теоремы. Это не очень важно для вводной части квантовой механики, а технические детали и ссылки можно найти в сносках, подобных следующей. Пространство L2 — это гильбертово пространство, скалярное произведение которого будет представлено ниже. Функциональное пространство в примере на рисунке является подпространством L2. Подпространство гильбертова пространства называется гильбертовым пространством, если оно замкнуто.
Таким образом, набор всех возможных нормированных волновых функций для системы с определённым выбором базиса вместе с нулевым вектором составляют гильбертово пространство.
Не все интересующие функции являются элементами некоторого гильбертова пространства, скажем, L2. Самый яркий пример — набор функций e2πip · x⁄h . Эти плоские волны — решения уравнения Шрёдингера для свободной частицы, но они не нормируемые, следовательно, не принадлежат L2. Но, тем не менее, они являются основополагающими для описания квантовой механики. С их помощью можно выразить функции, которые можно нормализовать с помощью волновых пакетов. В каком-то смысле они являются базисом (но не базисом гильбертова пространства и не базисом Гамеля), в котором могут быть выражены интересующие волновые функции. Существует также другое описание: «нормализация на дельта-функцию», которое часто используется для удобства записи, см. ниже. Сами дельта-функции также не интегрируемы в квадрате.
Приведённое выше описание функционального пространства, содержащего волновые функции, в основном имеют математическую мотивацию. Функциональные пространства из-за полноты в определённом смысле очень велики. Не все функции являются реалистичным описанием какой-либо физической системы. Например, в функциональном пространстве L2 можно найти функцию, которая принимает значение 0 для всех рациональных чисел и -i для иррациональных [0, 1]. Это функция интегрируема с квадратом, но вряд ли может представлять собой физическое состояние.

### Общие гильбертовые пространства
Хотя пространство решений в целом является гильбертовым пространством, существует множество других гильбертовых пространств.
- Квадратно интегрируемые комплекснозначные функции на интервале [0, 2π]. Множество {eint/2π, n ∈ ℤ} является базисом гильбертова пространства, т.о есть максимальным ортонормированным множеством.
- Преобразование Фурье переводит функции из указанного выше пространства в элементы l2(ℤ), пространства суммируемых с квадратом функций ℤ → ℂ. Последнее пространство является гильбертовым пространством, а преобразование Фурье задаёт изоморфизмом гильбертовых пространств[nb 5]. Его базис — {ei, i ∈ ℤ} где ei(j) = δij, i, j ∈ ℤ .
- Самый простой пример ограниченных многочленов — это пространство квадратично интегрируемых функций на интервале [–1, 1] для которого многочлены Лежандра являются базисом гильбертова пространства (полным ортонормированным множеством).
- Квадратные интегрируемые функции на единичной сфере S2 образуют гильбертово пространство. Базисными функциями в этом случае являются сферические гармоники. Полиномы Лежандра входят в состав сферических гармоник. Большинство задач с вращательной симметрией будут иметь «то же самое» (известное) решение относительно этой симметрии, поэтому исходная задача сводится к задаче меньшей размерности.
- Соответствующие полиномы Лагерра появляются в задаче о водородных волновых функций после выделения сферических гармоник. Они покрывают гильбертово пространство квадратично интегрируемых функций на полубесконечном интервале [0, ∞) .

В более общем случае можно рассмотреть все полиномиальные решения уравнений Штурма — Лиувилля второго порядка в контексте гильбертова пространства. К ним относятся многочлены Лежандра и Лагерра, а также многочлены Чебышёва, многочлены Якоби и многочлены Эрмита. Они на самом деле возникают в физических задачах, последние — в гармоническом осцилляторе, и то, что в противном случае представляет собой запутанный лабиринт свойств специальных функций, представляется органичной картиной. Для этого см. Byron & Fuller (1992, Chapter 5) .
Встречаются также конечномерные гильбертовы пространства. Пространство ℂn является гильбертовым пространством размерности n. Внутреннее произведение является стандартным внутреннии произведением для этих пространств. В нём находится «спиновая часть» волновой функции одной частицы.
- При нерелятивистском описании электрона n = 2, а полная волновая функция является решением уравнения Паули.
- В соответствующей релятивистской трактовке n = 4 и волновая функция является решением уравнение Дирака.

С большим количеством частиц ситуация более сложная. Необходимо использовать тензорные произведения и теорию представлений задействованных групп симметрии (группы вращения и группы Лоренца соответственно). Дальнейшие трудности возникают в релятивистском случае, если частицы не являются свободными. См. Уравнение Бете — Солпитера. Соответствующие замечания относятся к понятию изоспина, для которого группа симметрии — это SU (2). В моделях ядерных сил шестидесятых годов (которые всё ещё используются сегодня, см. ядерные силы) использовалась группа симметрии SU (3). В этом случае также часть волновых функций, соответствующая внутренним симметриям, находится в некоторых ℂn или подпространствах тензорных произведений таких пространств.
- В квантовой теории поля основным гильбертовым пространством является пространство Фока. Оно построено из свободных одночастичных состояний, то есть волновых функций, выбранного представления, и может вместить любое конечное, не обязательно постоянное во времени количество частиц. Интересная динамика скрыта не в волновых функциях, а в полевых операторах, действующих на пространстве Фока. Таким образом, картина Гейзенберга оказывается более удобной (постоянные состояния, изменяющиеся во времени операторы).

Из-за бесконечномерного характера системы соответствующие математические инструменты являются объектами изучения функционального анализа.

## Онтология
Существует ли волновая функция на самом деле и что она представляет, — вот главные вопросы интерпретации квантовой механики. Многие известные физики предыдущего поколения ломали голову над этой проблемой, например, Шрёдингер, Эйнштейн и Бор. Некоторые выступают за формулировки или варианты копенгагенской интерпретации (например, Бор, Вигнер и фон Нейман), в то время как другие, такие как Уиллер или Джейнс, придерживаются более классического подхода и рассматривают волновую функцию как представление информации в сознании наблюдателя, то есть меры нашего познания реальности. Некоторые, включая Шрёдингера, Бома, Эверетта и других, утверждали, что волновая функция должна иметь объективное физическое существование. Эйнштейн считал, что полное описание физической реальности должно относиться непосредственно к физическому пространству и времени, в отличие от волновой функции, которая относится к абстрактному математическому пространству.